# 오스만-베네치아 전쟁 (1499년)
제2차 오스만-베네치아 전쟁은 1499년부터 1503년까지 에게해, 이오니아해, 아드리아해의 영유권을 두고 오스만 제국과 베네치아 공화국 사이에 벌어진 전쟁이다.
오스만군은 케말 레이스 제독의 지휘 하에 연승을 거두었고 전쟁이 끝날 무렵에는 베네치아로 하여금 영토 쟁탈을 강요하는 데 성공하였다.

## 전개

### 1499년
1499년 1월, 케말 레이스 제독은 콘스탄티노플에서 갤리선 10척과 기타 함선 4척을 이끌고 출항하였다. 이후 1499년 7월 오스만 해군의 지휘권을 넘겨받아 대규모 함대로 베네치아 공화국과의 대대적인 전투에 나섰다. 당시 오스만 함대는 갤리선 67척, 갤리엇 20척, 소형함선 약 200척을 동원하였다.
1499년 8월, 케말 레이스는 안토니오 그리마니가 지휘하는 베네치아 해군을 격파하였는데 이를 존키오 해전 (사피엔사 해전, 제1차 레판토 해전)이라 부른다. 존키오 해전은 배에 대포를 활용한 역사상 최초의 해전이었으며, 8월 12일, 20일, 22일, 25일의 나흘에 걸쳐 치러졌다. 오스만 함대를 이끌고 이오니아해에 다다른 케말 레이스는 존키오곶 인근에서 안토니오 그리마니가 지휘하는 베네치아 함대와 만났다. 베네치아 해군 측의 병력은 갤리선 47척, 갤리선 17척, 소형 선박 약 100척으로 구성되었다. 전투 과정에서 케말 레이스는 베네치아의 명가인 로레단 가문의 안드레아 로레단 (Andrea Loredan)이 지휘하는 갤리선을 침몰시키는 데 성공한다.
9월 29일 베네치아는 안토니오 그리마니에게 패전의 책임을 물어 투옥하였으나 이후 석방되었으며, 훗날 1521년 베네치아 도제직에 오른다. 오스만 제국의 술탄 바예지드 2세는 노획한 베네치아 갤리선 가운데 10척을 케말 레이스에게 하사하였고, 케말 레이스는 10월~12월 케팔로니아섬에 본인의 함대를 주둔시켰다.
한편 같은해 달마티아 내륙에 대한 오스만측의 공세도 개시되었다. 여기서는 이사 파샤 (Isa Pasha)와 페리즈 베그가 지휘에 나섰다.

### 1500년
1499년 12월, 베네치아 측은 이오니아해의 잃어버린 영토를 되찾기 위해 레판토 공격에 나섰다. 케말 레이스는 케팔로니아섬에서 출항하여 베네치아로부터 레판토를 재탈환했다. 이후 1500년 4월~5월에는 레판토에 머물렀고, 본토에서 데려온 오스만 장인 부대 15,000명을 동원하여 함선 수리에 나섰다.
레판토를 출항한 케말 레이스는 출항하여 코르푸섬의 베네치아 항구를 포격하였고, 8월에는 모돈 전투에서 다시 한 번 베네치아 함대를 격파하였다. 바다에서 모돈 요새를 포격한 뒤 마을을 점령한 케말 레이스는 이후 코론 연안에서 베네치아 함대와 교전하여 베네치아 범선과 함께 마을을 점령하였다. 다시 코론을 떠난 케말 레이스는 사피엔차섬으로 가서 베네치아 갤리선 레차 호 (Lezza)를 격침시켰다. 9월에는 보이우사(Voiussa)를 공격한 데 이어 10월에는 레프카다섬의 산타마리아 곶에 나타난 후 작전을 종료하고 11월 콘스탄티노플로 귀환하였다.
모돈 전투에서의 승리로 오스만 함대와 군대는 그리스에 주둔중인 베네치아군을 급격히 압도하게 되었다. 베네치아로서는 '공화국의 두 눈'이라 불렸던 모돈과 코론을 상실하며 위기감을 느끼기 시작했다. 도제 아고스티노 바르바리고는 교황과 스페인 국왕에게 도움을 요청, 12월 24일 곤살로 페르난데스 데 코르도바가 지휘하는 스페인-베네치아 연합군이 케팔로니아를 점령하는 데 성공하면서 베네치아 동부 영토에 대한 오스만 측의 공격을 일시 중단시키는 성과를 거두었다.

### 1501년~1503년
오스만 제국의 달마티아 공세가 더욱 거세지자 존립의 위기에 처한 베네치아는 헝가리의 울라슬로 2세, 교황 알렉산데르 6세와의 공동방어 요청에 나섰다. 1501년 5월 13일 양국 간 오랜 협상 끝에 체결된 베네치아령 달마티아 방어 조약은, 헝가리 왕국이 크로아티아 남부의 베네치아 영토를 적극 방어하는 대신 베네치아 측은 연간 140,000두카트를 지원하기로 약속한다는 내용이 담겼다. 같은해 1501년 오스만 제국의 페리즈 베그는 베네치아령 알바니아의 두라초를 점령하였다.
1502년 말, 베네치아와 오스만 제국은 휴전 협정에 합의하였다. 1503년 1월 31일 베네치아는 이전 조약으로 이미 124,000두카트를 지원했던 헝가리의 울라슬로 2세에게 똑같은 내용의 또다른 방어 조약을 체결하여 연간 30,000두카트를 지원하기로 하였다.
1503년 오스만 기병대의 공세가 이탈리아 북부의 베네치아 본토에 도달하였다. 이에 베네치아는 오스만 제국의 승리를 인정하면서 전쟁은 끝이 났다.

## 여파
울라슬로 2세는 베네치아와의 2차 조약에 따라 1510년 9월까지 총 116,000두카트를 지원받았다.< 1508년부터는 캉브레 동맹으로부터 베네치아 반군동맹에 합류하라는 압력이 들어왔으나, 베네치아 측의 뛰어난 교섭으로 실제 합류로 이어지지는 않았다.
한편 달마티아에 있던 베네치아 무역도시들은 전쟁이 벌어지던 와중에 오스만 측의 내륙 점령으로 경제적으로 심각한 악영향을 받았다.

## 같이 보기
- 오스만 해군